# Édouard Séguin
Édouard Onesinus Séguin (Clamecy, 1812. január 20. – New York, 1880. október 28.) francia orvos, ideggyógyász, pszichiáter és gyógypedagógus, az értelmi fogyatékosok tudományos alapon nyugvó rendszeres oktatásának megalapozója, az oligofrénpedagógia neves úttörője.

## Életpályája
Egy elismert háziorvos fiaként látta meg a napvilágot, maga is orvosi pályára lépett. Pályáját a siketek párizsi intézetében kezdte, ott tanított, majd Jean Marc Gaspard Itard hatására orvosi tanulmányokat folytatott és az értelmi fogyatékosok felé fordult. Élete végéig odaadóan és eredményesen foglalkozott velük.
1839-ben meghívást kapott Bicêtre-be, az ottani elmegyógyintézetben súlyos és középsúlyos fokban értelmi fogyatékosok számára működő iskola („együgyűek tanodája”) vezetésére. 1848-ban politikai és személyi okok miatt elhagyta Európát, kivándorolt az Amerikai Egyesült Államokba. A Bicêtre-i elmegyógyintézet gyógyító és nevelő munkája hanyatlásnak indult, majd csak 1879-től lendült ismét fel, amikor Désiré-Magloire Bourneville ideggyógyász, gyógypedagógus lett ott az igazgató.
Az USA-ban munkájának folytatásában nyelvi nehézségei évekig hátráltatták. Állami felkérésre 1852-ben Elwynben iskolát alapított (Pennsylvania Training School for Feeble Minded Children) értelmi fogyatékosok számára. Később kétszer is (1858-ban és 1873-ban) látogatást tett Európában, de már megmaradt választott hazájában, véglegesen New Yorkban telepedett le. Az USA több államában gondosan tanulmányozta az értelmi fogyatékosok intézményeit. A pályája során szerzett tapasztalatait összegezve, utolsó éveiben csalódottan fordult el az intézményes nevelés állami formájától, és egy magániskola felállítását tervezte és szorgalmazta, amit („Physiological School for weak-minded and weak-bodied Children”) halála után özvegye és fia meg is nyitott és vezetett.
Édouard Séguin szakirodalmi, elméleti és gyakorlati munkássága egyaránt gazdag. Mintegy 20 hosszabb-rövidebb írásában, könyvében az értelmi fogyatékosságról és ezzel összefüggésben számos fontos megfigyelésről adott számot, neveléstani, didaktikai, módszertani, pszichológiai, patológiai kérdésekről értekezett. Elsőként fogalmazta meg az oligofrénpedagógia alapkérdéseit. Édouard Séguin az idiócia fogalmát az értelmi fogyatékosság szinonimájaként használta. Oka az idegrendszer speciális megbetegedése, keletkezésekor az egyén fejlődése megreked.
Séguin tanítómesterével, Jean Marc Gaspard Itard-ral (1774-1838) ellentétben hitt az idióták nevelhetőségében, s ezt határtalan lelkesedéssel elsőként képviselte. A társadalmi közösségekbe vezetett morális ember kialakítását tűzte célul. Fontosnak tartotta a tanítvány sokoldalú megfigyelésének vizsgálatát, aminek szempontjait is kidolgozta. Azt vallotta, mindig az egész embert kell tekinteni környezetével együtt. Az idegrendszeri eredetű „valódi idióciát” megkülönböztette a kedvezőtlen környezet okozta „álidióciától”.
Séguin nevéhez fűződik a „fiziológiás nevelés” fogalma, amely (Itard kísérletei alapján) az aktivitás, a gondolkodás és akarat fejlesztésére irányuló eljárásrendszer. Részletesen kidolgozta a „fiziológiás nevelés” módszertanát, amelyben az érzékszervek fejlesztése, mint „királyi ösvény” az intelligencia fejlesztéséhez nagyon fontos helyet kapott, megelőzve a beszéd és más képességek kialakítását. Azt hirdette, hogy minél korábban kell elkezdeni a fejlesztést, „már a bölcsőt iskola-teremmé kell alakítani”,és az anyákat is be kell vonni a munkába. A tanítás legyen egyéni és változatos. A megfelelő életrendet, a mindig gondosan megtervezett egyéni napirendet meg kell tartani. Séguin szerint a játék és munka elsőrendűen fontos. A napi munkafeladat elvégzése az értelmi fogyatékos gyermek összerendezettségét segíti. „Nem a teljesítmény, hanem a tevékenység a fontos.” Séguin hatása világszerte felismerhető, tanításai egyik csodálója, Maria Montessori révén a 20. században is éltek.
Séguin fáradhatatlan ügyszeretete, odaadása, keresztényi szellemű irgalmas szeretete az értelmi fogyatékosok iránt példamutató. „A tudomány, művészet, irodalom, nevelés, gyógyszerek, filozófia mind tehet valamit tanítványainkért - mondta -, de egyedül a szeretet az, ami szocializálni tudja őket. És akik szeretik őket, egyedül azok a megmentőik.”

## Főbb munkáiból
- Résumé de ce que nous avons fait pendant quatorze mois. Paris, 1839
- Théorie et pratique de l'éducation des idiots. Leçons aux jeunes idiots de l'hospice des Incurables. Paris, 1842 1 , 1843 2.
- Images graduées à l'usage des enfants arriérés et idiots. Paris, 1846
- Traitement moral, hygiène et éducation des idiots. Paris, 1846
- Historical notice of the origin and progress of the treatment of idiots. Ohio, 1852
- Idiocy: its diagnosis and treatment by the physiological method. New York, 1864
- L'idiotie, son traitement par la méthode physiologique. New York, 1866
- New facts and remarks concerning idiocy. New York, 1870